# Шолль, Рейнгольд
Рейнгольд Шолль (нем. Reinhold Scholl, род. 10.01.1952, Толай, Саар, Германия) — немецкий историк и папиролог. Проф. Лейпцигского университета (с 1993 г.).
Учился в Трире.
В 1979 году сдал госэкзамен.
В 1982 году защитил диссертацию.
В 1992 г. хабилитировался по античной истории в Трире.
С 1993 г. профессор античной истории в Лейпцигском ун-те.